# 1365

## أحداث
- تأسيس مدينة ميشكولتس وتقع حاليا في المجر.
- 12 مارس - تأسيس جامعة فيينا.

## مواليد
- وو ملك غوريو
- وونغيونغ ملكة جوسون
- ويليام الثاني، دوق بافاريا

## وفيات
- ابن جزي الكلبي العالم والكاتب المسلم. (توفي 1321 م).